# Sumampattus quinqueradiatus
Sumampattus quinqueradiatus là một loài nhện trong họ Salticidae.
Loài này thuộc chi Sumampattus. Sumampattus quinqueradiatus được Władysław Taczanowski miêu tả năm 1878.